# Kami-sama no Memo-chō
Kami-sama no Memo-chō (jap. 神様のメモ帳, dt. „Gottes Notizbuch“) ist eine Light-Novel-Reihe des japanischen Autors Hikaru Sugii, die mit Illustrationen von Mel Kishida versehen ist.
Sie handelt von der als Hikikomori lebenden Alice, die zusammen mit ihren Freunden, so genannte NEETs, und ihrem Intellekt versucht, diverse Verbrechen aufzuklären. Die Romanreihe wird seit Januar 2007 von ASCII Media Works unter dem Imprint Dengeki Bunko veröffentlicht. Bisher (Stand: November 2011) erschienen davon acht Ausgaben.
Eine Adaption als Manga wird seit Juni 2010 (Ausgabe 8/2010) im Magazin Comic Dengeki Daiō veröffentlicht. Von diesem erschienen bisher 2 Sammelbände (Tankōbon).
Eine ebenfalls gleichnamige Adaption als Anime-Fernsehserie erfolgte vom 2. Juli 2011 bis 24. September auf AT-X. Die ersten beiden Folgen liefen am selben Tag direkt hintereinander, da sich die Sendezeiten nach dem Tōhoku-Erdbeben verschoben hatten und der übliche Rhythmus wiederhergestellt werden sollte. Binnen zwei Wochen folgten Tokyo MX, Chiba TV, TV Kanagawa, TV Saitama, MBS, CBC Sie wurde vom Studio J.C.Staff unter der Regie von Katsushi Sakurabi animiert.
Drei Hörbücher wurden von Lantis produziert. Das erste, mit dem Titel Oshare Sagi-shi no Matsuro (おしゃれサギ師の末路), wurde am 8. Juli 2009 veröffentlicht.
Das zweite, mit dem Titel Utahime no Kiken na Angle (歌姫の危険なアングル), wurde am 7. Mai 2010 veröffentlicht.
Ein drittes Hörbuch mit dem Titel Shutter Chance no Uragawa (シャッターチャンスの裏側) wurde am 9. November 2011 mit den Stimmen der Sprecher aus dem Anime, veröffentlicht.